# Райка домініканська
Райка домініканська (Osteopilus dominicensis) — вид земноводних з роду Карибська райка родини Райкові.

## Опис
Загальна довжина тіла становить 10-12 см. Спостерігається статевий диморфізм: самиці більші за самців. Має неймовірно широку голову, незграбне тіло, бородавчасту шкіру, великі вирячені очі. Шкіра голови приростає до черепа і нерухома. Самець має два голосових мішки, розташованих не під горлом по кутах рота. На внутрішній стороні першого пальця передніх кінцівок в період розмноження розвиваються чорні шлюбні мозолі. Забарвлення самиці зверху, за винятком суто бурої голови, жовтувато-сіре з темним розпливчастим мармуровим малюнком. На передніх і задніх ногах присутні виразні поперечні смуги. Черево без плям, білувате. Самець у шлюбному вбранні темно-коричневий з бронзовим відливом і яскравими зеленими плямами.

## Спосіб життя
Полюбляє субтропічні або тропічні сухі та вологі ліси, чагарники, болота, прісноводні озера, пасовища, плантації, сільські сади, міські райони, ставки, зрошувальні землі. Зустрічається на висоті до 2000 м над рівнем моря. Активна вночі. Коли ця райка злякана, шкіра її вкривається білуватими виділеннями, дратівливими для слизової оболонки. Живиться переважно комахами, інколи маленькими гризунами.
Самиця відкладає в воду до 1000 яєць. 

## Розповсюдження
Райка домініканська є ендеміком острову Гаїті.